# Elizabeth Ho
Elizabeth Ho est une actrice américaine née le 2 mai 1983.
Elle est principalement connue pour son rôle de Jenny, une employée du dispensaire de cannabis dans la série télévisée Disjointed.

## Biographie

### Enfance et formation
Ho est née à San Francisco, en Californie. Sa mère est l'actrice et danseuse Jennifer Ann Lee qui s'est produit dans un certain nombre de productions de Broadway incluant A Chorus Line et Jesus Christ Superstar. Son père est chirurgien orthopédiste.
Ho a d'abord étudié à l'Université de Californie du Sud, puis s'est inscrite en théâtre, gagnant une licence de lettres en théâtre. Elle a également étudié le chinois mandarin.

### Carrière
Depuis 2007, Ho fait ses armes, à la télévision, en jouant dans différentes séries télévisées à succès comme Women's Murder Club, Castle, Grey's Anatomy, Mon oncle Charlie, Miami Medical. Côté cinéma, en 2010, elle décroche son premier rôle principal dans le film indépendant Kilo. La même année, Ho joue son premier rôle récurrent, Rhonda Cheng dans la sitcom d'ABC Family, Melissa and Joey.
Suivront d'autres interventions dans des séries installées comme Bones (2011), NCIS : Enquêtes spéciales (2012), elle double dans la série d'animation Tron : La Révolte (2012-2013), apparaît dans deux épisodes de Rake (2014), puis, un épisode de Marry Me (2015).
En 2014, elle joue dans la comédie romantique indépendante, Lovesick, face à Ali Larter et Matt LeBlanc. En 2016, elle participe à la parodie sur grand écran, de Cinquante nuances de Grey, intitulée Cinquante nuances de black. Elle joue également dans le film d'action indépendant The Last Tour.
En 2017, elle remplace l'actrice Jessica Lu dans le rôle de Jenny, une employée du dispensaire de cannabis dans la sitcom comique Disjointed, portée par l'oscarisée Kathy Bates et diffusée sur la plateforme Netflix.

## Filmographie

### Cinéma

#### Longs métrages
- 2012 : Save the Date de Michael Mohan : Une vendeuse
- 2014 : Amies malgré lui de Susanna Fogel : Valérie
- 2014 : Lovesick de Luke Matheny : Tanya
- 2016 : Cinquante nuances de black de Michael Tiddes : Yuki
- 2016 : The Last Tour de Ryun Yu : Mia

#### Courts métrages
- 2010 : Kilo de Phil Lorin et Kiel Murray : Min Lee
- 2013 : This Is Normal de Justin Giddings et Ryan Patrick Welsh : la femme qui rigole

### Télévision

#### Téléfilms
- 2011 : Danni Lowinski de Richard Shepard : Lisa
- 2011 : Heavenly de Mimi Leder : Spenser
- 2014 : Seasons of Love de Princess Filmz : Tweety

#### Séries télévisées
- 2007 : Women's Murder Club : Yuki Castellano (1 épisode)
- 2009 : Castle : Amy Saunders (1 épisode)
- 2010 : Grey's Anatomy : Molly (1 épisode)
- 2010 : Mon oncle Charlie : Jasmine (1 épisode)
- 2010 : Miami Medical : Lori Wilson (1 épisode)
- 2010 : Melissa and Joey : Rhonda Cheng (5 épisodes)
- 2011 : Bones : Staci Barret (1 épisode)
- 2012 : American Judy : Pam (pilote non retenu)
- 2012 : NCIS : Enquêtes spéciales : Emma Park (1 épisode)
- 2012 : Gentleman : mode d'emploi : Robyn (1 épisode)
- 2012 : Reality Reboot (mini série) : Naomi (3 épisodes)
- 2012-2013 : Tron - La Révolte : Voix additionnelles (15 épisodes)
- 2013 : 2 Broke Girls : Mrs. Yi (1 épisode)
- 2014 : Rake : Debbie Lee (2 épisodes)
- 2014 : Kirby Buckets : Kourtney Kang (1 épisode)
- 2015 : Marry Me : Brianna (1 épisode)
- 2016 : Grand Junction : Josie (pilote non retenu)
- 2016 : Playdates : Valérie (pilote non retenu)
- 2017 : Disjointed : Jenny (rôle principal - 20 épisodes)